# Het psalmenoproer
Het psalmenoproer is een roman van de Nederlandse schrijver Maarten 't Hart. Het boek kwam in 2006 uit bij de uitgeverij De Arbeiderspers en verhaalt over een episode in de Nederlandse geschiedenis: het Psalmenoproer dat in 1776 onder andere in Maassluis woedde. Hoofdpersoon is Roemer Stroombreker, een reder uit Maassluis.

## Verhaal
Roemer Stroombreker groeit op in Maassluis als zoon van een reder. Zijn moeder heeft zijn vader op diens sterfbed beloofd, dat Roemer later zal huwen met de redersdochter Diderica Croockewerff. Samen zullen ze dan met twee haringbuizen en twee hoekers de grootste rederij van Maassluis bezitten.
Zijn vrouw is echter qua uiterlijk minder aantrekkelijk voor Roemer. Ze is gezet en herinnert hem aan een reusachtige heilbot die in zijn kinderjaren door vissers bij hem thuis werd afgeleverd. Bij het zien van haar lichaam ruikt hij die heilbot. In de huwelijksnacht is Roemer "onbekwaam", en voortaan slaapt hij weer in zijn jongensbed op zolder.
Op een wandeling buiten het dorp ontmoet hij zijn jeugdliefde Anna Kortweyl. Anna is getrouwd met de schipper van een van Roemers schepen. Ze is een aantrekkelijke verschijning die erg lijdt onder de eenzaamheid als haar man weer lange tijd op zee is. Anna en Roemer bedrijven onderaan de dijk de liefde, en uit deze ontmoeting wordt een zoon geboren. Aangezien Roemer en Anna beiden getrouwd zijn met een ander laat Anna de jongen, Gilles genaamd, opgroeien als een kind van zichzelf en haar man. 
Het gaat slecht met de haringvisserij en Roemers bedrijf begint  verlies te lijden. In de gereformeerde kerk is onrust ontstaan over de nieuwe berijming van de psalmen die in de kerk worden gezongen. De oude berijming van Petrus Datheen wordt afgeschaft en er zal ritmisch gezongen moeten worden, in plaats van iso-ritmisch (op uitsluitend hele noten). Beide op gelasting van de Staten-Generaal. Vooral de snelle zingtrant zet kwaad bloed in de kerkgemeenschap. Er komt zelfs een oproer van waarbij blijkt dat het rijkere deel van Maassluis de nieuwe wijze van zingen aanhangt en het gewone volk de oude zangwijze wil aanhouden. In de relletjes die ontstaan neemt Gilles, het buitenechtelijk kind van Roemer, het voortouw. Uiteindelijk wordt het oproer onderdrukt door de baljuw van Delft en Gilles vlucht. Hij wordt bij verstek veroordeeld tot twaalf jaar verbanning.
In dezelfde periode overlijdt de echtgenote van Roemer, Diderica. Hoewel Roemer niet bij zijn vrouw sliep, worstelt hij met het verdriet dat hem dit doet. Wel is nu voor hem de weg vrij om met Anna te trouwen. Zij is echter nog gehuwd. Dan blijkt dat Anna separatie heeft aangevraagd en als de rechtbank die heeft verleend, komt ze als dienstmeid bij Roemer werken. Roemer en Anna leven vanaf dien in concubinaat.
Terwijl Roemer geniet van zijn leven met Anna breken er weer onlusten uit, nu tussen de patriotten en de prinsgezinden. De vissers zijn op de hand van de prins van Oranje, stadhouder Willem V, die uit Den Haag is verdreven door de patriotten. De vissers worden gesteund door de rijkere burgers en notabelen. Gilles komt terug in Maassluis en wordt gelijk gearresteerd. Als Roemer hem probeert te bevrijden, wordt hij door zijn eigen zoon neergeslagen. Gilles ontsnapt en zijn vader, die net burgemeester is geworden, wordt gezien als het slachtoffer van een brute relschopper. Later huwt Roemer Anna, ondanks het feit dat het dorp hier schande van spreekt. 
In 1811 reist de inmiddels hoogbejaarde Roemer samen met andere reders naar Amsterdam om de slechte positie van de haringvisserij te bespreken met keizer Napoleon. De Nederlanden zijn inmiddels een deel van het Franse Keizerrijk geworden, en vanuit die positie is het in oorlog met Engeland. Hij herkent de koetsier die hem naar het paleis op de Dam rijdt als zijn zoon Gilles. Hij besluit op de terugrit open kaart te spelen, en zijn erfenis aan de man aan te bieden. Als hij uit het paleis komt is er om veiligheidsredenen echter een andere koetsier. Roemer beseft dat hij de laatste kans om met zijn zoon in contact te komen, heeft verspeeld.

## Achtergrond
Maarten ’t Hart is een groot liefhebber van literatuur uit de negentiende eeuw. In die tijd waren historische romans erg geliefd en dat heeft de schrijver vermoedelijk gestimuleerd om met zijn eigen historische roman te komen. De roman werd al aangekondigd na de publicatie van “De vlieger”  in 1998 en ’t Hart deed in de jaren daarna veel onderzoek voor zijn werk. De verantwoording van alle naspeuringen staat achter in het boek.  Overigens doet de schrijver altijd zijn huiswerk. Voor “De nakomer” waarin een andere Roemer, Simon Roemer Minderhout, de hoofdrol speelt, deed ’t Hart ook onderzoek. Niet voor niets want “De nakomer” beslaat vrijwel een even grote tijdspanne als “Het psalmenoproer” , zo’n tachtig jaar. In beide romans wordt duidelijk dat de mens niet veel meer is dan een klein stofje in de turbulentie van de tijd. Hoewel Roemer Stroombreker Napoleon ontmoet en Mozart, blijft hij toch een gewoon mens met al zijn dagelijkse problemen.